# Saliouse
Die Saliouse  ist ein Fluss in Frankreich, der im Département Ardèche in der Region Auvergne-Rhône-Alpes verläuft. Sie entspringt in den nördlichen Ausläufern der Cevennen, im Gemeindegebiet von Borée. Die Quelle liegt an der Passstraße über den Col de Boutières, südlich des Mont Mézenc, im Regionalen Naturpark Monts d’Ardèche. Die Saliouse entwässert generell in nordöstlicher Richtung und mündet nach rund 19 Kilometern im Gemeindegebiet von Saint-Martin-de-Valamas als rechter Nebenfluss in den Eyrieux.

## Orte am Fluss
- Borée
- Lachapelle-sous-Chanéac
- Saint-Martin-de-Valamas